# Крёстный Лански
«Крёстный Лански» (англ. Lansky) — американская телевизионная криминальная драма, повествующая о известном еврейском гангстере Меере Лански.

## Сюжет
Биографический фильм рассказывает о жизни известного криминального авторитета Меера Лански. В фильме с одной стороны показано преследование властями США постаревшего 70-летнего Лански, а с другой его воспоминания о прошлой жизни и отношениям с Багси Сигелом и Лаки Лучано.

## В ролях
- Ричард Дрейфус — Меер Лански
- Эрик Робертс — Багси Сигел
- Энтони Лапалья — Лаки Лучано
- Макс Перлих — Меер Лански (в возрасте 19—28 лет)
- Мэттью Сеттл — Багси Сигел (в возрасте 17—26 лет)
- Пол Синкофф — Лаки Лучиано (в возрасте 17 — 30 лет)
- Беверли Д’Анджело — Тедди Лански
- Иллеана Дуглас — Энн Лански
- Райан Мерриман — Меир Лански (в возрасте 12—14 лет)
- Бернард Хиллер — Макс Лански
- Стэнли ДеСантис — Арнольд Ротштейн
- Билл Капицци — Джо Массерия
- Рон Гилберт — Сальваторе Маранцано
- Ник Корелло — Альберт Анастазия
- Том ЛаГруя — Фрэнк Костелло
- Сэл Ланди — Джо Адонис
- Энтони Медвец — Багси Сигел (в возрасте 11 лет)
- Крис Маркетт — Джек Лански (в возрасте 9—11 лет)

## Номинации
- 1999 — Номинация на «Эмми» выдающаяся операторская работа в сериале или фильме — Джон Алонсо
- 2000 — Номинация на премию Американской гильдии художников[англ.] — Эдвард Т. МакЭвой, Брэд Рикер, Ричард Л. Джонсон.